# 本尼迪克特 (堪薩斯州)
本尼迪克特（英語：Benedict）是一個位於美國堪薩斯州威爾遜縣的城市。

## 地方資料
根據2020年美國人口普查的數據，本尼迪克特的面積為0.38平方千米，當中陸地面積為0.38平方千米，而水域面積為0.00平方千米。當地共有人口69人，而人口密度為每平方千米181.58人。